# La madona de las rosas
La madona de las rosas es una película española de 1919.

## Descripción
Escrita y dirigida por el dramaturgo Jacinto Benavente, este contó en la dirección con el apoyo de Fernando Delgado de Lara. Rodada en la primavera de 1919, la película se estrenó en el Teatro de la Comedia. El reparto contó con actrices como Carmen Moragas, Hortensia Gelabert, María Millanes, Avelina Torres y Carmen Carbonell, y con los actores Emilio Thuillier, Fernando Fresno, Mariano Asquerino y Francisco Fuentes (hijo). Producida por Madrid Cines, es una película muda.